# タカヤ
タカヤ株式会社は、岡山県井原市に本社を構える電子機器関連の製造・販売を行っている日本の株式会社。1894年（明治27年）に大塚笹一が創業した。

## 概要
電子機器の製造・販売を中心にタカヤグループの中核をなす企業。
創業時、大中屋という織物業をおこなっていたが、1966年より電子機器部が創設されトランジスタ・ラジオの組立を開始し現在のタカヤ株式会社（1969年に改称）となっている。創業時の織物業は繊維部門に引き継がれ、現在ではタカヤ商事株式会社として広島県福山市に本社を設置し、ジーンズ・カジュアルウェア・ユニフォーム等のアパレル製品の企画・製造・卸売をおこなっている部門と、タカヤ繊維株式会社として岡山県井原市に本社を設置し、ジーンズ・ユニフォーム等アパレル製品の製造や合成繊維・混紡糸織物の製造・販売、縫製品等の染色・洗い加工をおこなっている部門などがある。

### その他
「（財）タカヤ文化財団　華鴒大塚美術館」を所有し、金島桂華の作品などを中心に展示している。

## 沿革
- 1894年（明治27年） - 大塚笹一が織物業（大中屋）を創業
- 1918年（大正07年） - 高屋織物合資会社を高屋織物株式会社に改組。
- 1966年（昭和41年） - 電子器部を創設、トランジスタ・ラジオの組立を開始
- 1969年（昭和44年） - タカヤ株式会社に改称
- 1978年（昭和53年） - タカヤ（株）電器事業部第2製造部を建設、VTR基板組立工場として操業開始
- 1979年（昭和54年） - タカヤ（株）とシャープ（株）との共同出資による「シャープタカヤ電子工業株式会社」を設立
- 1983年（昭和58年） - 電器事業部に技術開発部を設置すると共にインサーキットボードテスターを開発、その生産販売を開始
- 1989年（平成元年） - 技術開発部を開発事業部に昇格
- 1990年（平成02年） - タカヤ株式会社より繊維事業部をタカヤファブリック株式会社として分離独立させタカヤ株式会社は電気機械器具製造のみとする。従来のタカヤ株式会社電器事業本部をタカヤ株式会社事業本部に改称
- 1994年（平成06年） - （財）タカヤ文化財団　華鴒大塚美術館を岡山県井原市高屋町に開館
- 1995年（平成07年） - 従来の開発事業部を産業機器事業部に改称。
  - 産業機器事業部が開発・販売する基板検査装置「フィクスチャレステスタ APT-8400CE/CJ」が、世界でもっとも優秀な基板検査装置に与えられる「TEST INNOVATION OF THE YEAR'95」を英国で受賞。
- 1996年（平成08年） - 企画開発部が業界大手に先駆けて「12倍速CD-ROMドライブ」を発表
- 1997年（平成09年） - 「24倍速CD-ROMドライブ<スリム>」・「32倍速CD-ROMドライブメカ」を発売
- 2000年（平成12年） - 開発事業部産業機器部が産業機器事業部へ昇格。通信映像事業部が『ISO 9001』認証取得
- 2001年（平成13年） - 中国・上海市に高屋希克斯電子（上海）有限公司を設立
- 2002年（平成14年） - 井原地区（本社・出部工場）『ISO 14001』認証取得
- 2003年（平成15年） - 通信映像（事）マウント部を出部工場に移設とともにSMT生産部に改称[1]